# Bosone II di Challant
Bosone II di Challant (... – 1181) (in francese, Boson II de Challant) fu un nobile valdostano appartenente alla famiglia Challant. Fu il primo membro della casata ad utilizzare il nome Challant.

## Biografia
Figlio di Aimone I, come il padre e prima di lui il nonno Bosone I fu visconte di Aosta, titolo che significava l'amministrazione per conto dei Conti di Savoia della contea di Aosta. Ricoprì quella carica per 40 anni, dal 1147 al 1187, servendo così sotto i conti Amedeo III, Umberto III.
Incaricato da Umberto III di proteggere il monastero di Sant'Orso, in più occasioni nel 1164, 1168, 1172 e 1174 fece delle donazioni a favore della chiesa. Nel 1165 è documentata una sua donazione in favore del prevosto dell'ospizio del Gran San Bernardo per la fondazione dell'ospedale di San Teodulo a Châtillon.
Ebbe almeno due figli: Aimone, che intraprese la vita ecclesiastica divenendo parroco di Saint-Laurent de Chambave, e Bosone III, che fu suo successore come visconte di Aosta dopo la sua morte nel 1181.